# Hartz-reformerne
Hartz-reformerne er et sæt anbefalede reformer af det tyske arbejdsmarked foreslået af en kommission i år 2002. Reformerne blev opkaldt efter lederen af kommissionen, Peter Hartz. Kommissionens anbefalinger blev en del af den tyske regerings reformpakke, kaldet "Agenda 2010", som siden er blevet kendt som Hartz I - Hartz IV. Udvalget udtænkte tretten "innovations- moduler", som anbefalede ændringer af det tyske arbejdsmarked. Disse blev derefter gradvist sat i praksis: Foranstaltningerne i Hartz I til III blev gennemført imellem 1 januar 2003, og 2004, mens Hartz IV blev implementeret den 1. januar 2005.
"Hartz-udvalget" blev stiftet den 22. februar 2002 af den føderale regering under ledelse af Gerhard Schröder. Dens officielle navn var Kommission für moderne Dienstleistungen am Arbeitsmarkt (Udvalget for moderne tjenesteydelser på arbejdsmarkedet). De 15 medlemmer af kommissionen blev ledet af Peter Hartz, som var Volkswagens personaledirektør. Udvalget bestod af repræsentanter fra både erhvervslivet, fagforeninger, politik og forskning. Reformen bestod af fire forskellige love, som alle havde til hensigt at forøge arbejds-udbuddet, reformere offentlige ydelser og mindske arbejdsløshed.

## Hartz I, II and III
Hartz I og II trådte begge i kraft den 1. januar 2003 og sigtede mod at gøre nye jobtyper lettere at skabe, som for eksempel inkluderede:
Hartz I
- Oprettelse af "personaleservice-agenturer" (på tysk Personal-service-Agenturen eller PSA).
- Støtte til faglig videreuddannelse fra den tyske arbejdsformidling.
- dagpengebetalinger fra den føderale arbejdsformidling.

Hartz II
- Nye typer af beskæftigelse: Minijob og Midijob, med lavere eller gradvist stigende skatter og bidrag til socialforsikrings-skatter.
- Et tilskud til iværksættere, kendt som "Ich-AG"
- En stigning i antallet af jobcentre.

Hartz III
- Hartz III trådte i kraft den 1. januar 2004. Denne lov havde til formål, at omstrukturere og reformere jobcentre, hvis navn blev ændret fra Bundesanstalt für Arbeit eller Arbeitsamt (Føderale arbejdsinstitution), til Bundesagentur für Arbeit eller Agentur für Arbeit (Federal arbejdsformidling).

## Hartz IV
Den fjerde fase af reformen blev stemt ind af Forbundsdagen den 16. december 2003 og af Forbundsrådet den 9. juli 2004 og tog effekt den 1. januar 2005.
Denne del af de reformer, samlede de tidligere arbejdsløshedsunderstøttelser for langtidsledige ('Arbeitslosenhilfe «) og sociale ydelser (Sozialhilfe«), til en ny ydelse som begge er på omtrent det lavere niveau af den tidligere Sozialhilfe (social bistand). Niveauet for en enkelt person var 374 € per måned (kendt som Regelsatz). Dette blev efterfølgende hævet til 391 € per måned, i 2013. Hertil er der den finansielle bistand til bolig og sundhedspleje. Par kan modtage ydelser for hver partner, herunder deres børn..
Før 2005 kunne man få imellem 12 og 36 måneder (afhængig af arbejdsskader, alder og arbejdshistorie) af fuld dagpenge (60 til 67% af den tidligere nettoløn) efterfulgt af Arbeitslosenhilfe (arbejdsløshedbistand), der beløber sig til 53-57 % af den sidste nettoløn). Siden 2008 er berettigelsen til fuld dagpenge (omdøbt Arbeitslosengeld i 2005 og almindeligt kendt som Arbeitslosengeld I på hverdagstysk i kontrast til de lavere ydelser diskuteret nedenfor) blevet begrænset til 12 måneder i almindelighed, 15 måneder for dem over alderen 50 eller ældre, 18 måneder for de 55 eller ældre, og 24 måneder for dem, 58 eller ældre. Dette er nu efterfulgt af den normalt meget lavere Arbeitslosengeld II (Hartz IV), hvis ansøgeren opfylder kravene.
Om en ansøger er berettiget til Arbeitslosengeld II eller ej, afhænger af hans eller hendes opsparing, livsforsikring og indkomst af ægtefælle eller partner. Hvis disse aktiver er under en given værdi, kan en ansøger få penge fra staten. Grænsenværdien var i juli 2008 på €150 for frie værdier og € 250 for faste pensionsaktiver, begge beregnet per kapita og levetidsår. Derudover kan et hvert beskæftigelsesegnet individ i en fælles husstand (personer som bor i og afhængig resurser af ansøger), have en bil på en værdi af omkring 7.500 € og hus på maksimum 130 kvadratmeter i boligareal (mere hvis der er andre mennesker i den fælles husstand).
For at modtage ydelsen, skal en ansøger acceptere en kontrakt underlagt offentlig lov. Denne kontrakt skitserer, hvad de er forpligtet til at gøre for, at forbedre deres jobsituation og når staten er forpligtet til at hjælpe. For en arbejdsløs kan det være nødvendigt, at acceptere nogle former for juridisk arbejde. Denne tvang er begrænset af forfatningsmæssige rettigheder, ligesom den frie bevægelighed, den frie familie, ægteskab og menneskelig værdighed. Hvis at tage et bestemt arbejde skønnes rimeligt af den ansvarlige instans, vil en manglende accept af stillingen fører til en reduktion eller fuldstændig suspension af den givende offentlige ydelse.
Indenfor Arbeitslosengeld II, dækker staten sygesikringen af de arbejdsløse. Indtil udgangen af 2010 blev betalinger mod pensionsordning også gjort af staten.
Det er muligt at tjene indkomst fra et job og modtage ydelser fra Arbeitslosengeld II på samme tid. Jobindkomst justeres til ydelser fra Arbeitslosengeld II i henhold til en formel, der efterlader en vis mængde af merprovenuet uberørt. Disse indtægter er: en vis mængde opsparinger (som stiger med alderen); € 100 plus 20 procent af lønnen op til 800 € plus 10% af lønnen op til € 1200 (op til € 1500, hvis der er børn). Gennem denne mekanisme kan Arbeitslosengeld II betragtes som et slags mindstelønsgulv for arbejdere uden aktiver, hvor mindstelønnen ikke er fuldt betalt af arbejdsgiveren, men forsikret af staten. Der er kritikere som mener, at dette trodser konkurrencen og fører til en nedadgående spiral i løn-niveauet og tab af fuldtidsstillinger.
Hartz IV-reformen fusionerede den føderale arbejdsformidling med den lokale administrations arbejdsformidling og bistandskontor. Dette blev gjort for forbedre processen med, at hjælpe arbejdsløse med at finde arbejde og forbedre deres situation. Planen har til formål, at reducere arbejdsbyrden fra 400 arbejdsløse per agent til ikke mere end 75 (i alderen 25 eller mindre), eller ikke mere end 150 personer over 25 år. for vanskelige tilfælde, kan dedikerede sagsbehandlere indsættes.

## Kritik
Hartz-reformerne fortsætter med at tiltrække kritik i Tyskland, på trods af en betydelig reduktion i kortsigtet og langsigtet arbejdsløshed. Denne reduktion har ført til nogle påstande om succes af Hartz-reformerne. Andre siger det faktiske ledighedstal ikke er sammenlignelige, fordi mange mennesker arbejder på deltid eller indgår ikke i statistikken for andre årsager, såsom antallet af børn, der lever i Hartz IV-husholdninger, der er steget til et rekordstort antal. Omkring 7 millioner mennesker får Hartz IV-fordele, hvoraf 2,2 mio er arbejdsløse. Budgettet er anslået til 20 millarder euro.

## Kulturel indflydelse
Selv om den officielle betegnelse for langsigtede arbejdsløshedsunderstøttelse stadig er Arbeitslosengeld II, henviser de fleste tyskere, tv-journalister og politikere i parlamentet, til det som Hartz IV. Udtrykket blev stemt til årets tyske ord i 2004 af Gesellschaft für deutsche Sprache (samfundet for det tyske sprog). Tidligere i år 2002, blev udtrykket Ich-AG (en anden Hartz foranstaltning, se ovenfor) valgt som det tyske Unwort des Jahres (årets ikke-ord) af en juri af sprogprofessorer. I mellemtiden har Hartz IV blevet et synonym for klassen af ikke-arbejdende fattige og bruges som præfiks i flere sammenhænge (foreksempel bliver smagløse eller intellektuelt underlegene tv-programmer kaldt "Hartz IV TV" af kritikere).